# Холден Роберто
Холден Алваро Роберто (порт. Holden Álvaro Roberto; Мбанза Конго, 12. јануар 1923 — Луанда, 2. август 2007) био је анголски политичар, револуционар, један од заповедника у Анголском рату за независност и вођа Националног ослободилачког фронта Анголе од његовог оснивања до своје смрти.

## Биографија
Рођен је у породици потомака племства из бившег Краљевства Конго. Породица му се преселила у Белгијски Конго 1925, где се Холден образовао и касније радио у белгијској колонијалној влади.
Он и Барос Некака основали су 1956. Унију народа Анголе (претеча Националног ослободилачког фронта Анголе). Био је представник Анголе на Свеафричком народном конгресу Гане 1958, када се упознао с каснијим афричким вођама Патрисом Лумумбом и Кенетом Каундом.
Финансијски потпомогнут од Уједињених нација, Роберто је 15. марта 1961. покренуо оружани устанак против португалске колонијалне власти у Анголи. Његови борци првобитно су примали помоћ само од САД-а, а касније су их финансирали и конгоански вођа Мобуту и Израел од 1963. до 1969. године. ФНЛА је углавном примала помоћ од Запада, јер се идеолошки темељила на национализму и антикомунизму, насупрот марксистичког МПЛА.
Жонас Савимби се 1964. издвојио из ФНЛА и основао нови ослободилачки покрет, УНИТА. Након завршетка рата за независност 1974, као најјачи покрет испољио се МПЛА. Захваљујући помоћи кубанских војника МПЛА је војно уништила ФНЛА-у 1975, а њени преостали борци се повукли у Заир. УНИТА је остала јака и покренула рат против владе у Луанди. Када је 1991. договорен мировни споразум, Роберту је дозвољено да се врати у Анголу. Кандидовао се на председничким изборима, али је освојио само 2,1% гласова.
Умро је 2. августа 2007. у свом дому у Луанди. Приређена му је државна сахрана.